# Шатохин, Сергей Александрович
Сергей Александрович Шатохин (27 сентября 1978, Барнаул) — российский футболист, полузащитник.

## Биография
Воспитанник ДЮСШ Железнодорожного района «Горизонт» (Барнаул), тренеры — Григорий Черданцев, Борис Гальцов. Победитель первенства России 1995 года среди сборных училищ.
С 1995 года начал выступать на взрослом уровне в составе барнаульского «Динамо» во втором дивизионе. За шесть сезонов провёл в составе «Динамо» около 100 матчей.
В 2001 году перешёл в «Томь», где уже выступало несколько футболистов из Барнаула. Однако закрепиться в основном составе не смог, сыграв за полтора сезона только 11 матчей в первом дивизионе и одну игру в Кубке России.
В дальнейшем выступал во втором дивизионе за «Кузбасс-Динамо» (Кемерово) и снова за барнаульское «Динамо», а в конце карьеры — за «Амур» (Благовещенск).
Осенью 2005 года играл в Казахстане за «Восток» (Усть-Каменогорск). Дебютный матч в высшей лиге Казахстана сыграл 30 июля 2005 года против «Булата», а свой единственный гол забил 2 ноября 2005 года в ворота «Экибастузца». Всего в чемпионате Казахстана сыграл 13 матчей и забил один гол.
Завершил карьеру в 2007 году из-за травм. Несколько лет работал вне футбола, затем стал детским тренером в школе Алексея Смертина (Барнаул). Приводил команду 2002 г.р. к победе в чемпионате города и признавался лучшим тренером. Выступает в соревнованиях ветеранов.

## Личная жизнь
Разведён, есть дети. Старшая дочь Каролина 2004 г.р.